# Putnam (Texas)
Putnam é uma cidade  localizada no estado norte-americano do Texas, no Condado de Callahan.

## Demografia
Segundo o censo norte-americano de 2000, a sua população era de 88 habitantes.
Em 2006, foi estimada uma população de 91, um aumento de 3 (3.4%).

## Geografia
De acordo com o United States Census Bureau tem uma área de
2,6 km², dos quais 2,6 km² cobertos por terra e 0,0 km² cobertos por água.

## Localidades na vizinhança
O diagrama seguinte representa as localidades num raio de 32 km ao redor de Putnam.